# Kandiyohi County
Das Kandiyohi County ist ein County im US-amerikanischen Bundesstaat Minnesota. Im Jahr 2020 hatte das County 43.732 Einwohner und eine Bevölkerungsdichte von 21,2 Einwohnern pro Quadratkilometer. Der Verwaltungssitz (County Seat) ist Willmar, das nach dem Willmar Lake benannt wurde, an dem es liegt.

## Geografie
Das County liegt südwestlich des geografischen Zentrums von Minnesota und hat eine Fläche von 2232 Quadratkilometern, wovon 171 Quadratkilometer Wasserfläche sind. An das Kandiyohi County grenzen folgende Nachbarcountys:
| Pope County     | Stearns County  |               |
| Swift County    |                 | Meeker County |
| Chippewa County | Renville County |               |

## Geschichte
Das Kandiyohi County wurde am 20. März 1858 aus Teilen des Meeker County, Renville County, Stearns County und den nicht mehr existenten Davis County sowie dem nur noch in Wisconsin existierenden Pierce County gebildet. Benannt wurde es nach einem Wort aus der Dakota-Sprache.
Der erste Sitz der County-Verwaltung war in Kandiyohi, das zur Zeit der Gründung Kandiyohi Station hieß und eine Eisenbahnhaltestelle war. Da die Besiedlung äußerst dünn war und nur langsam voranging, wurde es 1870 mit dem heute nicht mehr existenten Monongalia County zusammengelegt und am 21. November 1871 wurde dann Willmar zur neuen Bezirkshauptstadt gewählt.
15 Bauwerke und Stätten des Countys sind im National Register of Historic Places eingetragen (Stand 29. Januar 2018).

## Demografische Daten
Nach der Volkszählung im Jahr 2010 lebten im Kandiyohi County 42.239 Menschen in 17.270 Haushalten. Die Bevölkerungsdichte betrug 20,5 Einwohner pro Quadratkilometer. In den 17.270 Haushalten lebten statistisch je 2,38 Personen.
Ethnisch betrachtet setzte sich die Bevölkerung zusammen aus 95,3 Prozent Weißen, 2,6 Prozent Afroamerikanern, 0,4 Prozent amerikanischen Ureinwohnern, 0,5 Prozent Asiaten, 0,1 Prozent Polynesiern sowie aus anderen ethnischen Gruppen; 1,0 Prozent stammten von zwei oder mehr Ethnien ab. Unabhängig von der ethnischen Zugehörigkeit waren 11,2 Prozent der Bevölkerung spanischer oder lateinamerikanischer Abstammung.
23,7 Prozent der Bevölkerung waren unter 18 Jahre alt, 59,8 Prozent waren zwischen 18 und 64 und 16,5 Prozent waren 65 Jahre oder älter. 50,1 Prozent der Bevölkerung war weiblich.

Das jährliche Durchschnittseinkommen eines Haushalts lag bei 49.915 USD. Das Pro-Kopf-Einkommen betrug 27.053 USD. 12,7 Prozent der Einwohner lebten unterhalb der Armutsgrenze.

## Ortschaften im Kandiyohi County
Citys
| - Atwater - Blomkest - Kandiyohi - Lake Lillian | - New London - Pennock - Prinsburg - Raymond | - Regal - Spicer - Sunburg - Willmar |

Unincorporated Communities
- Hawick
- Roseland

## Gliederung
Das Kandiyohi County ist neben den zwölf Citys in 24 Townships eingeteilt:
| Township                   | Einwohner (2010) | FIPS     |
| -------------------------- | ---------------- | -------- |
| Arctander Township         | 381              | 27-01990 |
| Burbank Township           | 566              | 27-08614 |
| Colfax Township            | 547              | 27-12538 |
| Dovre Township             | 2119             | 27-16336 |
| East Lake Lillian Township | 199              | 27-17702 |
| Edwards Township           | 242              | 27-18242 |
| Fahlun Township            | 335              | 27-20150 |
| Gennessee Township         | 413              | 27-23390 |

| Township                | Einwohner (2010) | FIPS     |
| ----------------------- | ---------------- | -------- |
| Green Lake Township     | 1582             | 27-25694 |
| Harrison Township       | 576              | 27-27314 |
| Holland Township        | 338              | 27-29600 |
| Irving Township         | 906              | 27-31292 |
| Kandiyohi Township      | 636              | 27-32390 |
| Lake Andrew Township    | 982              | 27-34064 |
| Lake Elizabeth Township | 233              | 27-34226 |
| Lake Lillian Township   | 190              | 27-34694 |

| Township             | Einwohner (2010) | FIPS     |
| -------------------- | ---------------- | -------- |
| Mamre Township       | 385              | 27-39662 |
| New London Township  | 2943             | 27-45700 |
| Norway Lake Township | 274              | 27-47464 |
| Roseland Township    | 371              | 27-55708 |
| Roseville Township   | 622              | 27-55834 |
| St. Johns Township   | 411              | 27-57076 |
| Whitefield Township  | 525              | 27-70078 |
| Willmar Township     | 513              | 27-70438 |